# Henrik August Reinholm
Henrik August Reinholm, född 21 mars 1819 i Raumo, död 15 juni 1883 på Sveaborg, Helsingfors, var en finländsk präst och etnolog. Reinholm avlade prästexamen 1853. Han verkade bland annat som präst på Sveaborg. Han var även insamlare av etnografiskt och kulturhistoriskt material på olika håll i Finland, i samarbete med bland annat David Europaeus och Elias Lönnrot. 